# Uadk

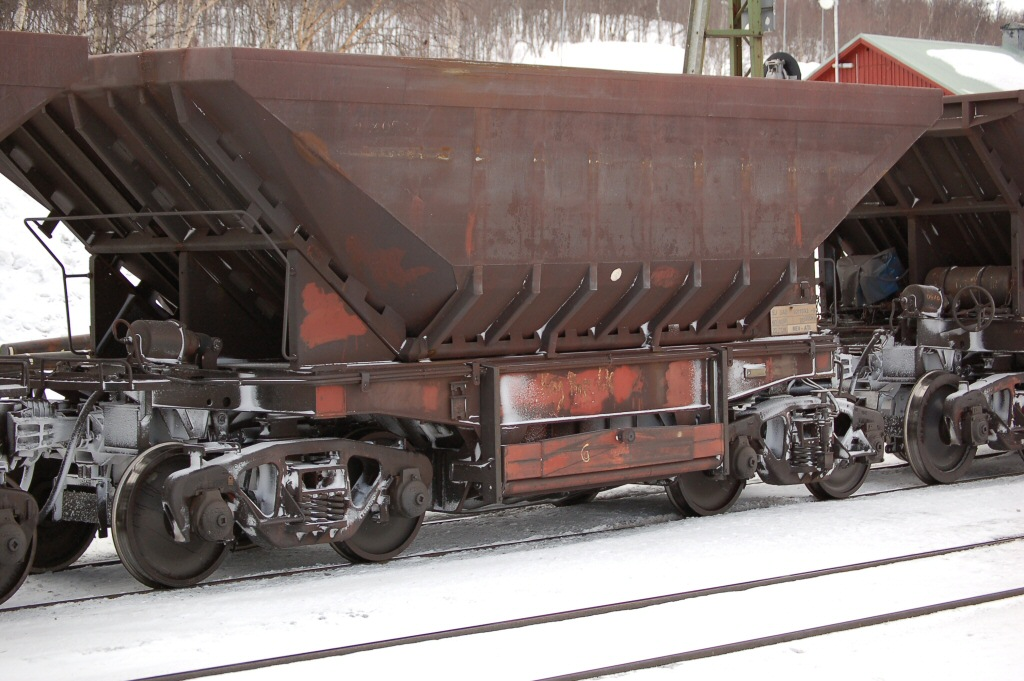
Littera Uad malmvagn på Malmbanan

UADk är en senare version av UAD och UADP malmvagn som nytillverkades i 110 exemplar mestadels under 2005. Vagnen togs fram av konsortiet Kiruna Wagon för att snabbt täcka LKAB:s ökade produktion när LKAB beslutade sig att inte gå vidare med tillverkning av den sydafrikanska UNO-vagnen. Vagnstypen har tjänstgjort både på norra och södra omloppet av malmbanan som tillsammans sträcker sig mellan Luleå och Narvik.
På samma sätt som LKAB:s övriga malmvagnar lastas och lossas den rullande. Lossningen sker med bottenluckor som manövreras från sidorna av en gejderkonstruktion som öppnas och stängs av snedbanor i lossningsstationerna. Största skillnaden mot de äldre UAD och UADP vagnarna är korgens rundare utformning. Vagnen har även en nyare konstruktion av bromssystem.

## Tekniska data
- 25 tons axeltryck
- 20 ton tomvikt
- lastar 80 ton
- totalvikt med last 100 ton
- Maxhastighet 50 km/h
- Höjd 3,4 m
- Längd 8,4 m
- Bredd 3,5 m

Serie om 110 st vagnar.
- Koppel: SA3, ryskt centralkoppel
- Chassi: svenskt (Kockums Industrier AB)
- Trafikutrustning och säkerhetsdetaljer: svenskt (Kockums Industrier AB)
- Korg: svenskt (Kiruna Wagon) tillverkad i hardox 400 stål
- Luckor: svenskt (Kiruna Wagon)
- Luckmekanism: norskt